# Gimme Shelter
"Gimme Shelter" é uma canção da banda inglesa de rock and roll The Rolling Stones, gravada como faixa de abertura do álbum Let It Bleed, de 1969. Embora a primeira palavra do título tenha sido escrito como "Gimmie" nesse álbum, as gravações posteriores da banda e de outros músicos fizeram de "Gimme" a grafia habitual. Ela foi tocada ao vivo pela primeira vez em 1969 no Pop Go The Sixties, programa musical da televisão britânica. Esteve presente na lista das 500 melhores canções de todos os tempos da revista Rolling Stone.

## Inspiração e gravação
Escrita por Mick Jagger e Keith Richards, "Gimme Shelter", foi criada a partir da conjugação de esforços de ambos, o cantor e guitarrista, respectivamente. Richards estava trabalhando na abertura da canção em Londres, enquanto Jagger filmava Performance, sua primeira aparição no cinema. Ela começa com uma introdução de guitarra de Richards, seguido por vocal de Jagger. Na gravação do álbum, Jagger disse em uma entrevista de 1995 para a revista Rolling Stone: "Well, it's a very rough, very violent era. The Vietnam War. Violence on the screens, pillage and burning. And Vietnam was not war as we knew it in the conventional sense..." (Bem, é uma era muito áspera, muito violenta. A Guerra do Vietnã. Violência nas telas, pilhagem e incêndios. E o Vietnam não era um guerra convencional como conhecíamos... ) E conclui sobre a música: "That's a kind of end-of-the-world song, really. It's apocalypse; the whole record's like that." ("Isso é uma espécie de música-do-fim-do-mundo, realmente. É o apocalipse, o álbum inteiro é assim.").
A letra da canção fala de procurar abrigo em uma tempestade que se aproxima, pintando um quadro de devastação e apocalipse social ao mesmo tempo, falando do poder do amor:
| “ | Oh, a storm is threat'ning, My very life today; If I don't get some shelter, Oh yeah, I'm gonna fade away | ” |

| “ | War, children, it's just a shot away, It's just a shot away...Love, children, it's just a kiss away, It's just a kiss away | ” |

Para completar a segunda frequência vocal, em notas de alto alcance agudo, foi convidada a vocalista Merry Clayton, uma cantora gospell de Los Angeles. Sobre sua participação, Jagger disse em 2003 no livro De acordo com ... The Rolling Stones: "O uso da voz feminina foi ideia do produtor Jimmy Miller. Clayton dá seu desempenho individual em uma das peças mais famosas da música, depois de um solo executado por Richards, repetidamente, cantando "Rape, murder; It's just a shot away, It's just a shot away (Estupro, assassinato, é só um tiro de longe, é um tiro de distância)", e finalmente gritar a última estrofe. Ela e Jagger terminar a canção com a linha, "Love, sister, it's just a kiss away (Amor, irmã, é só um beijo à distância) ". Até hoje, esta continua a ser uma das contribuições mais importantes já dada por uma vocalista feminina para uma canção dos Rolling Stones. A tensão e o esforço de Clayton durante a gravação com Jagger para cantar nas notas mais altas, acabou lhe custando um aborto espontâneo na volta para casa, após sua participação na faixa, fato que lhe causou doloridas memórias com relação à "Gimme Shelter" pelo resto da vida, considerando aquela uma época bastante difícil de sua vida  e fazendo com que ela levasse anos até se sentir confortável em cantá-la novamente.

## Covers
- Ruth Copeland em seu álbum de estreia Self Portrait, gravada com George Clinton e sua banda Parliament, em 1969 (reeditado em The Invictus Sessions em 2002)
- A vocalista feminina da gravação original, Merry Clayton, gravou sua própria versão em 1970, batendo o Billboard Hot 100.
- Grand Funk Railroad no álbum Survival em 1971;
- Maxayn registou uma poderosa versão da canção para seu auto-intitulado álbum em 1971.
- The Sisters of Mercy em 1983, no single de "B-sides", "Temple of Love" (relançado no álbum Some Girls Wander by Mistake em 1992)
- The Divine Horsemen, banda post-punk de Los Angeles, incluiu um cover em seu álbum de 1987, "Middle of the Night," junto com a co-vocalista Julie Christensen
- A banda Goo Goo Dolls no álbum 1989 Jed
- O Inspiral Carpets em 1990.
- John Mellencamp fez um cover em 2001, durante o Cuttin' Heads tour.
- Meat Loaf cantava "Gimme Shelter" durante seus shows em um dueto com uma das cantoras de apoio, em 1980 com Leslie Aday e 2007 com Aspen Miller.
- Holy Soldier, uma banda de Metal Cristão, de 1980 de Los Angeles, California, no álbum Last Train em 1992
- Hawkwind, no álbum de estúdio It Is the Business of the Future to Be Dangerous de 1993.
- Michael Hedges, no álbum Strings on Steel também de 1993.
- Thunder em seu álbum Their Finest Hour (And A Bit) lançado em Outubro de 1995.
- The Hellacopters lançou um cover em 1997 em seu EP de 7" "Like No Other Man", relançado em 1998, também destacados no Cream Of The Crap Vol. 1, 2002
- Ashley Cleveland em seu álbum You Are There, 1998
- Rio Reiser, cantor alemão, cantou algumas vezes no palco, um gravação só foi lançada postumamente em seu álbum Am Piano 2, 1999
- Rock band The Accident Experiment sobre o maxi-single "Mind Death Machine"
- Legião Urbana, em seu álbum Música P/ Acampamentos, como mescla da música "Ainda é Cedo", em outubro de 1994
- Turbonegro's foi relançado na coleção de raridades Small Feces.
- O London Symphony Orchestra no álbum Symphonic Music of The Rolling Stones. Esta versão da canção pode ser encontrada no trailer do filme Children of Men (2006).
- Ann Wilson da banda Heart em seu primeiro álbum solo, Hope and Glory
- Rockas Viejas, grupo Argentino no álbum Piedras en el Camino, 2005
- Streetlab, um remix techno lançado em 30 de janeiro de 2007
- Patti Smith lançou um single no álbum de covers Twelve, em abril de 2007.[6]
- Keith Urban e Alicia Keys no Live Earth no Giants Stadium em 7 de julho de 2007
- Angelique Kidjo e Joss Stone fizeram um cover para o álbum Kidjo's Djin Djin e apresentaram ao vivo no Live Earth em  Joanesburgo, na África do Sul em 7 Julho de 2007
- Stereophonics lançaram uma versão cover no álbum "My Friends" em dezembro de 2007
- Sheryl Crow incorporou elementos de "Gimme Shelter" em performances ao vivo de sua música "Gasoline", que apareceu em sua forma original em Detours.
- U2 cantou a canção em 2009 com a participação de Mick Jagger, Fergie e Will.I.am.
- Beady Eye, em sua turnê "BE" de 2013.
- Phil Lesh and Friends - Philathon 2008 - Abrindo e fechando o show.
- Paul Brady & The Florest Run - Episódio da série de tv americana Sons of Anarchy
- Stone Sour - No disco Straight Outta Burbank de 2015.

### Projeto "Putting Our House in Order" (Colocando nossa casa em ordem)
Em 1993, um projeto da Food Records coletou várias versões da faixa nas colaborações de diversas bandas, cujo lucro foi revertido para a iniciativa "Putting Our House in Order", de caridade com os desabrigados. As versões foram emitidos em vários formatos, e teve uma versão ao vivo da canção dos Rolling Stones como uma faixa principal comum para garantir a elegibilidade do gráfico.
"Gimme Shelter" (Pop version - Cassette single)
- Voice of the Beehive e Jimmy Somerville
- Heaven 17 e Hannah Jones

"Gimme Shelter" (Alternative version - CD single)
- New Model Army e Tom Jones
- Cud e Sandie Shaw
- Kingmaker

"Gimme Shelter" (Rock version - CD single)
- Thunder
- Little Angels
- Hawkwind e Samantha Fox

"Gimme Shelter" (Dance version - 12" single)
- 808 State e Robert Owens
- Pop Will Eat Itself vs Gary Clail vs Ranking Roger vs The Mighty Diamonds vs The On U Sound System
- Blue Pearl (produced and mixed by Utah Saints)

## Outras aparições públicas
- "Gimme Shelter" é jogável no videogame Rock Band;
- Uma porção do som apareceu no episódio de Os Simpsons, "Marge vs. Singles, Seniors, Childless Couples and Teens, and Gays";
- Teve assinatura recente nos filmes de Martin Scorsese: Os Bons Companheiros. Aparece uma vez Henry começa a tratar de cocaína. No Cassino, aparece quando Nicky começa a ficar desleixado (ema versão diferente, ao vivo da canção é usada). No filme Os Infiltrados aparece logo no início e mais tarde quando Collin Sullivan vai morar com sua namorada;
- Antonio Rodrigo Noguiera, lutador do MMA, usa a música na entrada de seus combates;
- Em Layer Cake ele aparece quando Sienna Miller está descascando no quarto do hotel Daniel Craig;
- "Gimme Shelter" é tocada num vídeo promocional para "When We Left Earth: The NASA Missions" no Discovery Channel.
- Igualmente, faz parte da trilha oficial do jogo Call Of Duty: Black Ops, lançado em setembro de 2010.